# سکوشینبوتسو
سُکوشینبوتسو (即身仏) گونه‌ای مومیایی بودایی است. این واژه به یک رسم در آیین بودایی اشاره دارد که در آن راهبان با ریاضت‌طلبی به سرحد مرگ می‌رسند و بدنشان مومیایی می‌شود در حالی که هنوز زنده هستند. این رسم در برخی کشورهایی که آیین بودایی در آن‌ها جاری است مشاهده شده اما از واژه ژاپنی «سکوشینبوتسو» برای نامیدن آن در همه جا بهره برده می‌شود.

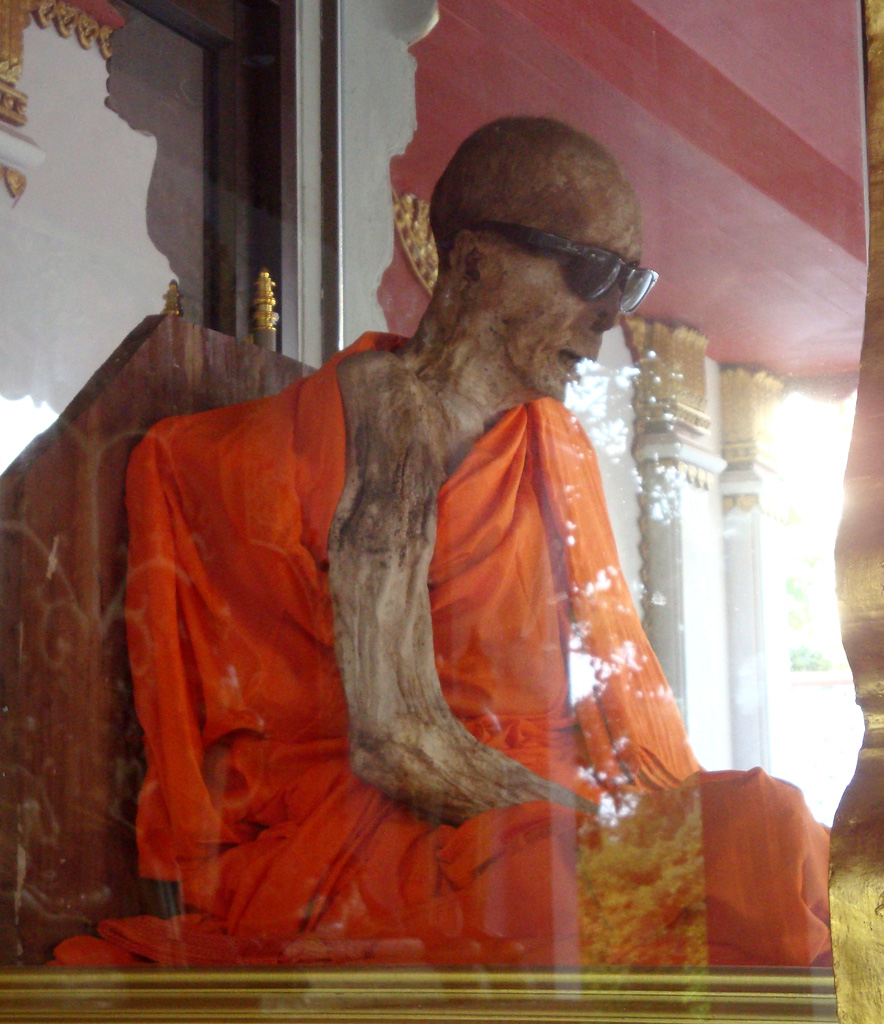
جسد یک بهکشوی تایلندی در Luang Pho Daeng واقع در Wat Khunaram، جزیره ساموی، کشور تایلند.

باور بر این است که راهبان بی‌شماری اقدام به انجام این کار کرده‌اند اما تا کنون تنها ۲۴ مورد از این گونه مومیایییافت شده‌است. یک باور رایج این است که کوکای، بنیان‌گذار مکتب شینگون این رسم را از دودمان تانگ در چین به عنوان یک راز تانترا که آموخته بود، به همراه خود آورد. اما در چین از بین رفت.

## ریشه

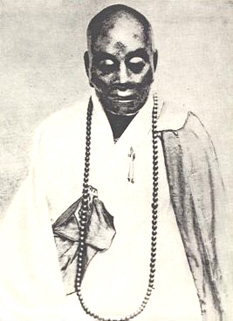
سکوشینبوتسو (مومیایی) Huineng, در شائوگوان، گوانگ‌دونگ، چین.

دست کم یک مورد مومیایی از جسدی ۵۵۰ ساله و «خود-مومیایی شده» موجود است که به یک راهب بودایی به نام سانگها تنزین نسبت داده می‌شود که در هیمالیای شمالی واقع در هند یافت شده‌است. این مومیایی در معبد روستای گو واقع در Spiti, Himachal Pradesh نگه‌داری می‌شود. این مومیایی به سال ۱۹۷۵ و هنگامی که استوپا، بنای قدیمی که مومیایی در آن قرار داشت، تخریب شد، کشف شد و گفته می‌شود متعلق به قرن ۱۴ میلادی باشد. این دقیقاً زمانی بود که حاکمان اسلامی به هند رسیده بودند و آیین بودایی در آن‌جا از میان رفته بود. این راهب به احتمال یک dzogpa-chenpo تبتی بوده و مومیایی‌های مشابهی در تبت و آسیای خاوری یافت شده‌است. ماندگاری این مومیایی برای بیش از ۵ قرن تنها به سبب هوای سرد و خشکی منطقه امکان‌پذیر شده‌است.
طبق گفته پاول ویلیامز، سکوشینبوتسو، رسم ریاضت‌طلبانه Shugendō به احتمال الهام‌گرفته از کوکای، بنیان‌گذار شینگون باشد که با کاهش و سپس توقف خوردن خوراک و آب در حالی که دعاهای بودایی بر زبان می‌راند، جان خود را گرفت. این گونه ریاضت‌کشی و سپس مومیایی شدن در چین هم مشاهده شده اما با چه‌آن (آیین زِن در بودایی‌گری) مرتبط دانسته می‌شود. رسم‌های مشابه سکوشینبوتسو وجود دارند. به‌طور مثال می‌توان به خودسوزی در ملأ عام در چین اشاره کرد. حادثه معبد فایو که به سال ۳۹۶ میلادی رخ داد، تنها یکی از این موارد در چین است. این رسم در واقع گونه‌ای انکار نفس بوداسف به حساب می‌آید.

## ژاپن
یک شاخه از بودایی‌گری برخواسته از کوهستان‌ها به نام Shugendō در قرن هفتم میلادی ظهور کرد تا میان واجرایانا، شینتو و تائوئیسم گونه‌ای همتایی توحیدی ایجاد کند. این شاخه بیش‌تر بر رباضت‌کشی تأکید داشت. این شاخه در دوره ادو رشد یافت. یکی از رسوم ریاضت‌طلبانه این شاخه، سُکوشینبوتسو (یا سُکوشینجوبوتسو), به معنی ریاضیت‌کشی در کوهستان برای دست‌یابی به Buddha-nature در جسم فرد ریاضت‌کِش است. این رسم در یک ناحیه کوسهتانی ژاپن که شامل کوه هاگورو، کوه گاسان و کوه یودونو می‌شود، نشو و نما یافت. این کوهستان‌ها در آیین Shugendō تا کنون تقدس خود را حفظ کرده‌اند و هم‌اکنون نیز این رسوم در کوهپایه‌ها و دره‌های این کوهستان‌ها انجام می‌شود.
در ژاپن عصر میانه، کم‌کم روند سکوشینبوتسو کامل‌تر شده؛ به گونه‌ای که یک راهب قادر باشد آن را از ۳٬۰۰۰ روز تا حتی ۱۰ سال به انجام برساند. راهب برای اجرای این رسم می‌بایست از یک برنامه خوراکی بسیار سخت‌گیرانه به نام مُکوجیکیگیو (به معنی "درخت‌خوری") پیروی کند. در این برنامه خوراکی، حق خوردن هیچ‌گونه غله‌ای وجود ندارد و راهب تنها مجاز است میوه کاج، سقز و دانه‌های گیاهی که در همان کوهستان یافت می‌شود، بخورد تا تمامی چربی بدنش از بین برود. افزایش زمان این گونه روزه گرفتن و مراقبه می‌تواند به گرسنگی بینجامد. راهب سپس می‌بایست میزان نوشیدنی‌ها را کاهش دهد که این منجر به کم‌بود آب بدن و در نتیجه، کوچک شدن همه اندام‌های بدن می‌شود. در پایان نیز راهب در حالت جهانا (مراقبه) و در حالی که نیانفو (یک مانترا دربارهٔ بودا) را زمزمه می‌کند، جان می‌سپارد. بدین صورت بدن راهب پس از مرگش به‌طور طبیعی و بدون نیاز مومیایی کردن دستی، با پوست و دندان‌هایی سالم برای سال‌های طولانی همچون مومیایی‌ها، دست‌نخورده باقی می‌ماند. Many Buddhist Sokushinbutsu mummies have been found in northern Japan and estimated to be centuries old, while texts suggest that hundreds of these cases are buried in the استوپا and mountains of Japan. These mummies have been revered and venerated by the laypeople of Buddhism.
در یکی از قربان‌گاه‌های معبد هُنمیو-جی واقع در استان یاماگاتا هم‌اکنون یکی از قدیمی‌ترین گونه‌ها از این مومیایی‌های سکوشینبوتسو نگه‌داری می‌شود که نامش هُنمیوکای است. این روند خود-مومیایی کردن در اصل در استان یاماگاتا در شمال ژاپن بین قرن‌های ۱۱ تا ۱۹ میلادی پای گرفت و اعضای وجره‌یانه یکی از مکتب‌های بودایی‌گری به نام شینگون ("واژه درست") آن را ایجاد کردند. انجام‌دهندگان این رسم سکوشینبوتسو به این عمل به دیده خودکشی نمی‌نگریستند و برعکس، آن را گونه‌ای روشنی‌یافتگی معنوی قلمداد می‌کردند.

## در فرهنگ عام
این رسم در داستان "The Destiny That Spanned Two Lifetimes" یا «مقصدی برای دو نفر» نوشته اوئدا آکیناری، به صورت طنز به رشته تحریر درآمده که در آن، یک راهب مومیایی شده پس از قرن‌ها دوباره به زندگی بازگردانده می‌شود. این داستان در مجموعه Harusame Monogatari چاپ شده‌است.
نویسنده ژاپنی هاروکی موراکامی نیز به صورت گسترده‌ای از رسم سکوشینبوتسو در رمان خود Killing Commendatore یا «کشتن فرد ستوده» بهره برده‌است.
رومیکو تاکاهاشی در سری داستان‌های اینویاشا, قصه یک کشیش به نام هاکوشین را روایت می‌کند که یک «مومیایی زنده» است و خود را از راه سکوشینبوتسو برای حفاظت از کسانی که به وی خدمت می‌کردند، قربنای می‌کند.
در بازی ویدیویی افسانه زلدا: نفس وحش, راهبان در معبدهای باستانی به گونه‌ای مرتبط با سکوشینبوتسو ترسیم شده‌اند.

## مطالعه بیش‌تر
- Hori, Ichiro (1962). "Self-Mummified Buddhas in Japan. An Aspect of the Shugen-Dô ("Mountain Asceticism") Sect". History of Religions. 1 (2): 222–242. doi:10.1086/462445. ISSN 0018-2710. JSTOR 1062053.
- Hijikata, M. (1996). Nihon no Miira Butsu wo Tazunete. [Visiting Japanese Buddhist Mummies]. Tokyo: Shinbunsha.
- Jeremiah, K. (2009). Corpses: Tales from the crypt. Kansai Time Out, 387, 8-10.
- Jeremiah, Ken (2007). "Asceticism and the Pursuit of Death by Warriors and Monks". Journal of Asian Martial Arts. 16 (2): 18–33.
- Matsumoto, A. (2002). Nihon no Miira Butsu. [Japanese Buddhist Mummies]. Tokyo: Rokkō Shuppan.
- Raveri, M. (1992). Il corpo e il paradiso: Le tentazioni estreme dell’ascesi. [The Body and Paradise: Extreme Practices of Ascetics]. Venice, Italy: Saggi Marsilio Editori.
- The Japanese Art of Self-Preservation Erika Nesvold 3۰ نوامبر ۲۰۱۵